# Living Lies
Living Lies è un film muto del 1922 diretto da Émile Chautard e interpretato da Edmund Lowe. La sceneggiatura prende spunto dal racconto A Scrap of Paper di Arthur Somers Roche pubblicato sul Saturday Evening Post e dal suo romanzo Plunder del 1917.

## Trama
Il reporter Dixon Grant viene incaricato di seguire un'inchiesta su degli illeciti finanziari in cui è coinvolto un gruppo di uomini di affari. L'accordo firmato da Masterman, capo di un sindacato, e dagli altri suoi complici di malversazioni cade per caso nelle mani di Dixon che mette al sicuro le carte. Ma il giornalista viene catturato da Masterson: prigioniero insieme alla fidanzata, Dixon viene torchiato dal malvivente che vuole indietro il documento. I due, però, riescono a scappare: il reporter pubblica la storia, fornendo le prove dello scandalo, mentre Masterson, in fuga sulla sua barca, perisce nel naufragio dell'imbarcazione, travolta dalla corrente impetuosa

## Produzione
Il film fu prodotto dalla Mayflower Photoplay Company, una piccola compagnia indipendente che chiuse la sua breve attività triennale producendo questo film.

## Distribuzione
Distribuito dalla Clark-Cornelius Corporation, il film uscì nelle sale cinematografiche statunitensi il 1º maggio 1922.